# 仏海
仏海（ぶっかい、1828年6月20日 - 1903年3月20日）は、江戸時代末期から明治時代にかけての真言宗僧侶。湯殿山の行人であり、即身仏となった最後の人物として知られる。

## 生涯
文政11年5月9日（1828年6月20日）、越後国岩船郡安良町（現在の新潟県村上市安良町）で、商人・近藤庄助の長男として生まれる。幼名庄次郎。16歳のとき、背負っていた近所の子供を、誤って地面に落としたことを契機として、仏道を志すようになる。両親の反対にあったため、18歳のとき密かに家を抜け出し、羽前国田川郡大網村（現在の山形県鶴岡市大網）の寺院、注連寺の快音住職のもとで入門する。その後、末寺である本明寺に、剛海住職の指導の元、15年ほど身を置く。
この間、湯殿山の仙人沢、伊豆天城山中、あるいは酒田の海向寺などで修行を積んだ。湯殿山麓の仙人沢においては2度の千日行をおこない、燃え盛る線香を手にして川に飛び込む修行や、手のひらに油を注ぎ、そこに燈芯を入れて火を灯す修行といった、荒行をおこなったと伝えられる。また、35歳のときより、穀類を断つ修行である、木食をはじめている。行成ったのち、各地の神社仏閣を参拝する旅を経て、慶応3年（1867年）に本明寺住職となる。
明治7年（1874年）には故郷の村上に戻り、同地の観音寺で晩年をおくった。しかし、明治21年（1888年）には注連寺が火災で焼失したために同寺に戻り、住職となって再建を主導した。これを達成したのち、再び観音寺に戻った。真言宗より権少僧正の僧階を贈られる。明治36年（1903年）3月20日、同寺において死去した。

## 没後
仏海の遺体は信徒の手により、特別な棺と石室におさめられた。彼は、3年後、即身仏として自らの遺体を掘り出すよう遺言をのこしていたものの、刑法により墓の発掘は禁じられていたため、これは能わなかった。しかし、昭和36年（1961年）7月18日から19日にかけて、日本ミイラ研究グループによる発掘調査がおこなわれた。長く土中にあったために、ほとんどの部分は白骨化していたものの、背中・脚・腕などはミイラ化していた。仏海の墓は、入定塚の構造を理解する上で、貴重な資料となった。即身仏となった仏海は観音寺の仏堂に安置されており、誰でも参拝可能である。